# Saská vlajka

Saská vlajka
Poměr stran: 3:5

Saská státní vlajka
Poměr stran: 3:5

Vlajka Saska, jedné ze spolkových zemí Německa, je tvořena listem o poměru stran 3:5 s dvěma vodorovnými pruhy, bílým a zeleným.
Státní vlajka, užívaná úřady, je doplněna o saský znak umístěný uprostřed listu. Znak je devětkrát černo-zlatě dělený štít s kosmým zeleným routovým věncem.

## Historie
Současný Svobodný stát Sasko, jak zní oficiální název, vznikl po znovusjednocení Německa završeném 3. října 1990. V roce 1992 se k Sasku připojila některá území okolních spolkových zemí. Již o půlnoci z 2. na 3. října, při slavnostním vztyčení německé vlajky na Náměstí rebubliky před budovou Říšského sněmu v Berlíně, vlala spolu s ostatními i saská služební vlajka.
Barvy saské vlajky jsou převzaty z vlajky Saského království, státního útvaru na většině území dnešní spolkové země v letech 1806–1918.
Barvy rodu Wettinů, který Saskému království vládl, byly původně žlutá a modrá, a lze je najít na znacích a vlajkách mnoha měst dnešního Saska (Lipsko, Chemnitz, Delitzsch a další). Roku 1423 udělil Zikmund Lucemburský Fridrichu IV. Bojovnému kurfiřtskou hodnost a barvy (odvozeny ze znaku) vlajky (užívané do roku 1815) byly černá a žlutá.
Dnešní barvy zavedl Fridrich August I. Saský v roce 1815. Jeho vyhláška nařizovala saským jednotkám zabalit své bílé kokardy další širokou zelenou stuhou, aby je bylo snazší rozlišit.

Saské kurfiřtství (do 1806)
Saské království (1806–1815)
Saské království (1815–1918)
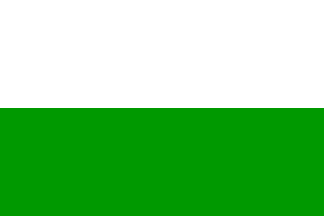
Svobodný stát Sasko (1918–1934)
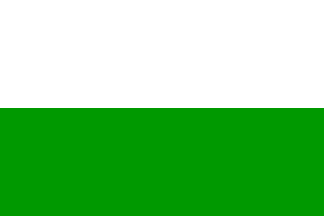
Země Sasko (1945–1952)

## Vlajka Lužických Srbů

Lužickosrbská vlajka
Poměr stran: 3:5

Součástí Saska je i historické území Lužice, které zasahuje i do území Braniborska. V Sasku je dovoleno vztyčovat vedle zemské vlajky i vlajku lužickosrbskou , která patří mezi etnické vlajky.

## Vlajky saských okresů

Správní dělení Saska

Sasko se od 1. srpna 2008 člení na 3 městské a 10 zemských okresů.
Městské okresy

Drážďany Poměr stran: 3:5
Lipsko Poměr stran: 3:5
Saská Kamenice Poměr stran: 3:5

Zemské okresy

Zemský okres Budyšín Poměr stran: 3:5
Zemský okres Cvikov Poměr stran: 3:5
Zemský okres Krušné hory Poměr stran: 3:5
Zemský okres Lipsko Poměr stran: 3:5
Zemský okres Míšeň Poměr stran: 2:3
Zemský okres Saské Švýcarsko-Východní Krušné hory Poměr stran: 3:5
Zemský okres Severní Sasko Poměr stran: 3:5
Zemský okres Střední Sasko Poměr stran: 3:5
Zemský okres Fojtsko Poměr stran: 3:5
Zemský okres Zhořelec Poměr stran: 3:5